# مارکوس لندری
مارکوس لندری (انگلیسی: Marcus Landry؛ زادهٔ ۱ نوامبر ۱۹۸۵) بازیکن بسکتبال اهل ایالات متحده آمریکا است.

## حرفه
از باشگاه‌هایی که در آن بازی کرده‌است می‌توان به باشگاه بسکتبال مانرسا، بوستون سلتیکس، مین رد کلاوز، و نیویورک نیکس اشاره کرد.